# 趙匡禹
赵匡禹（985年—1053年），字致君，辽朝官员，卢龙人，赵思温孙子，赵延威的次子。

## 生平
赵匡禹开始为西宫使。率军征讨东韩。改授麓州刺史，劝农桑，有政绩，加遂州观察使、银青光禄大夫、检校太保、兼御史大夫、上柱国、知临海军节度使事。开泰八年（1019年）九月在建州去世，时年六十九岁。

## 家庭

### 父亲
赵延宁，又作赵延威，字大武，官至推忠佐命翊圣功臣、保静军节度使、特进、检校太师（太尉）、开国侯，食邑一千户。

### 夫人
- 前夫人清河郡张氏，仁博州刺史、司徒之女，
- 夫人萧氏，护卫相公之女。

### 儿女
- 赵匡禹有十个儿子：

1. 赵为臣，官至西南面安抚副使
2. 赵为春，官至永丰库副使
3. 赵为果，守右领军卫上将军、天德军节度使、检校太尉
4. 赵为佐，侍卫亲军神武左厢都指挥使、检校工部尚书
5. 趙為幹，官至沂州刺史
6. 赵为带，官至随驾仪鸾副使
7. 赵为礼，没有出仕
8. 赵辖麦，早卒
9. 赵为霖，官至右班殿直
10. 赵为航，官至保静军节度使、金紫崇禄大夫、检校太尉

- 女儿三人，分别嫁给中京内园使王匡旻、厅头都指挥使刘从心、登州刺史卢士正